# Chekrovolü Swüro
Chekrovolü Swüro (Dzülhami, 21 novembre 1982) è un'ex arciera indiana.
Ha rappresentato l'India ai giochi olimpici di Londra 2012, a sei edizioni dei campionati del mondo e a cinque edizioni dei campionati asiatici.

## Biografia

### Campionati asiatici
Ha partecipato a quattro edizioni dei campionati continentali (1999, 2005, 2007, 2011 e 2013).
Nell'individuale il miglior risultato è stato il quarto posto nel 2007: ventunesima nelle qualificazioni, è riuscita a raggiungere la semifinale, dov'è stata sconfitta da Guo Dan, perdendo poi la finale per il bronzo contro Chen Ling.
Nella gara a squadre femminile (disputata in tutte e quattro le edizioni) può vantare tre medaglie di bronzo (2005, 2007 e 2011).

### Campionati mondiali
Ha preso parte a sei edizioni dei campionati mondiali di tiro con l'arco: nel 2001 in Cina, nel 2003 negli Stati Uniti d'America, nel 2005 in Spagna, nel 2007 in Germania, nel 2011 in Italia e nel 2013 in Turchia. Ha disputato in tutti i casi sia la gara individuale che quella a squadre.
A livello individuale ha superato il primo turno della fase ad eliminazione diretta solo in due occasioni: Lipsia 2007 e Torino 2011.
Sempre a Torino 2011, fu una delle tre arciere, assieme a Deepika Kumari e Bombayla Devi Laishram, che componeva la squadra femminile che vinse l'argento: nelle qualificazioni le atlete indiane furono quarte, e nella fase ad eliminazione diretta ebbero la meglio su Francia, Danimarca e Corea del Sud, perdendo solo la finale contro le padrone di casa italiane (Guendalina Sartori, Jessica Tomasi e Natalia Valeeva).
A Madrid 2005 la squadra indiana aveva già sfiorato il podio, perdendo la finale per il bronzo contro la Russia.

### Giochi olimpici

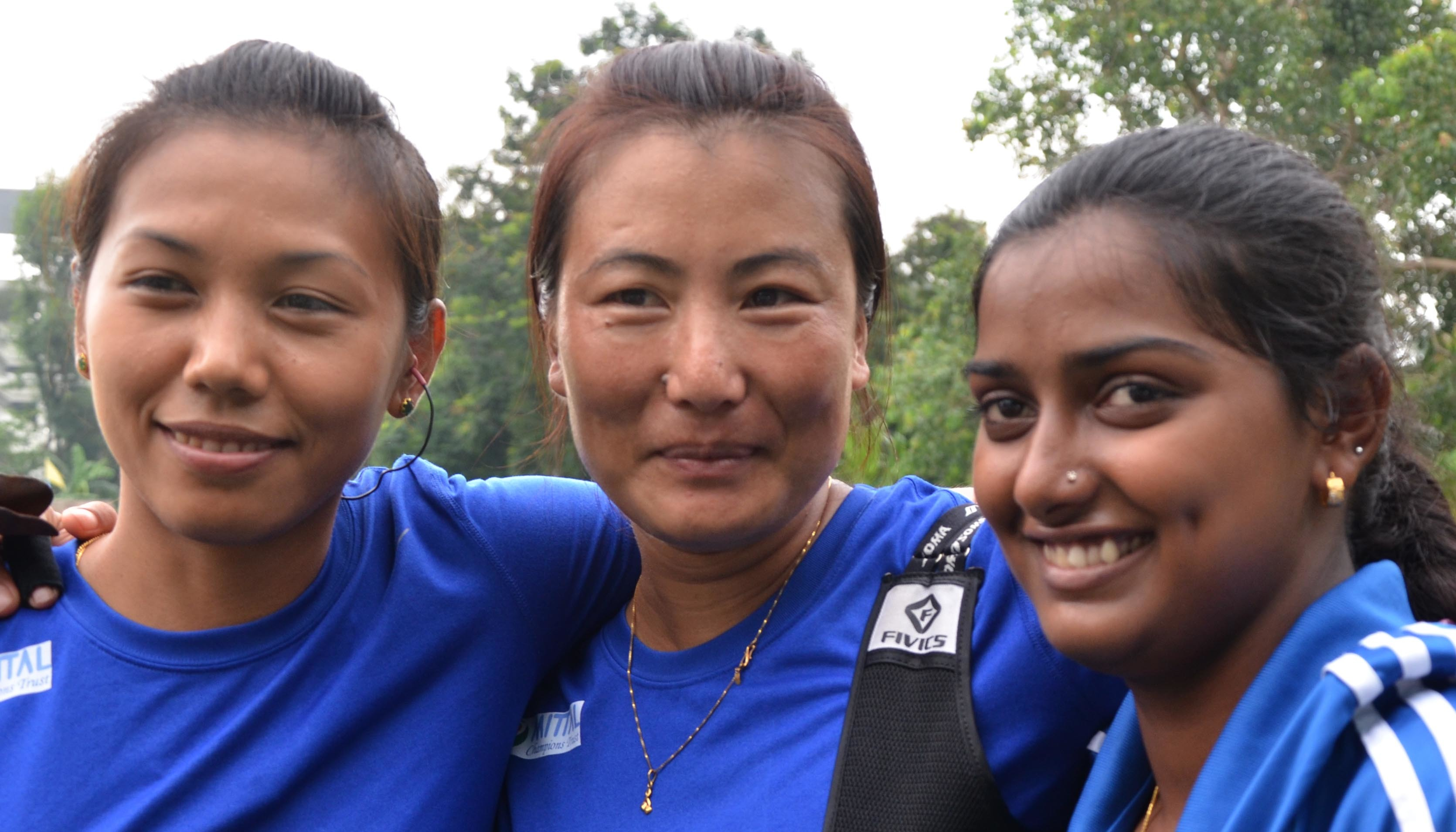
La squadra femminile indiana a : da sinistra Bombayla Devi Laishram, Chekrovolü Swüro e Deepika Kumari

La Swüro ha fatto parte della delegazione indiana ai giochi di Londra 2012. Si trattava della prima donna e del secondo atleta in assoluto proveniente dal Nagaland a partecipare ai giochi olimpici.
Nel turno di qualificazione ha ottenuto la 50ª posizione, con 625 punti. Al primo turno è stata sconfitta dalla statunitense Jennifer Nichols.
Nella gara a squadre femminile, l'India venne sconfitta al primo turno della fase ad eliminazione diretta da parte della Danimarca.

## Onorificenze
Nel 2013 è stata insignita della seconda onorificenza sportiva indiana, il premio Arjuna, su proposta dell'allora primo ministro del Nagaland.